# Участие Дании в операции ООН в Мали
Участие Дании в операции ООН в Мали — одна из операций вооружённых сил Дании за пределами страны.

## История
После военного переворота в Мали весной 2012 года, 11 января 2013 года Франция начала на территории страны военную операцию «Сервал». 
Дания приняла участие в операции «Сервал», в середине января 2013 года один военно-транспортный самолёт C-130J ВВС Дании с военной базы Ольборг был направлен для поддержки сил Франции на севере Мали. Кроме того, для сопровождения самолёта были направлены 40 военнослужащих, расходы на участие в этой операции составили почти 2 млн. долларов США.
Местом базирования контингента стал аэропорт в городе Бамако (самолёт обеспечивал перевозки войск и грузов, подразделение охраны обеспечивало охрану объектов).
25 апреля 2013 года Совет Безопасности ООН принял резолюцию № 2100 о проведении комплексной операции по стабилизации обстановки в Мали (MINUSMA).
После того, как в августе 2013 года правительство Нигерии вывело из Мали свой миротворческий контингент (1200 военнослужащих), общая численность войск ООН сократилась (до 5800 человек к 2014 году) и обстановка в стране осложнилась. Руководство ООН обратилось с просьбой к мировому сообществу выделить в Мали дополнительные силы.
28 марта 2020 года было объявлено о решении сформировать для борьбы с терроризмом на территории Мали группу "Такуба", в состав которой вошли военнослужащие 11 стран Европы (Бельгии, Великобритании, Дании, Нидерландов, Норвегии, Португалии, Франции, ФРГ, Чехии, Швеции и Эстонии), находившиеся под общим командованием Франции, а также военнослужащие Нигера и Мали.
На рубеже 2021—2022 гг. обстановка в Мали по-прежнему оставалась сложной, боевые действия продолжались. 25 января 2022 года власти Мали потребовали от Дании вывести свой контингент из страны (поскольку в ходе операции «Такуба» военнослужащие спецназа Дании были размещены на территории Мали без разрешения властей Мали). 27 января 2022 года министр иностранных дел Дании Йеппе Кофод выступил с заявлением, официально подтвердив намерение правительства Дании вывести военнослужащих из страны. После этого, датский контингент MINUSMA (90 военнослужащих спецназа) был вынужден покинуть страну и участие Дании в операции было прекращено.
Общая численность контингента была непостоянной и варьировалась в пределах от 40-45 военнослужащих до 105 человек (хотя ООН запрашивала правительство Дании о увеличении численности войск в Мали до 250 военнослужащих и 30 бронемашин).